# Kriegsmaler

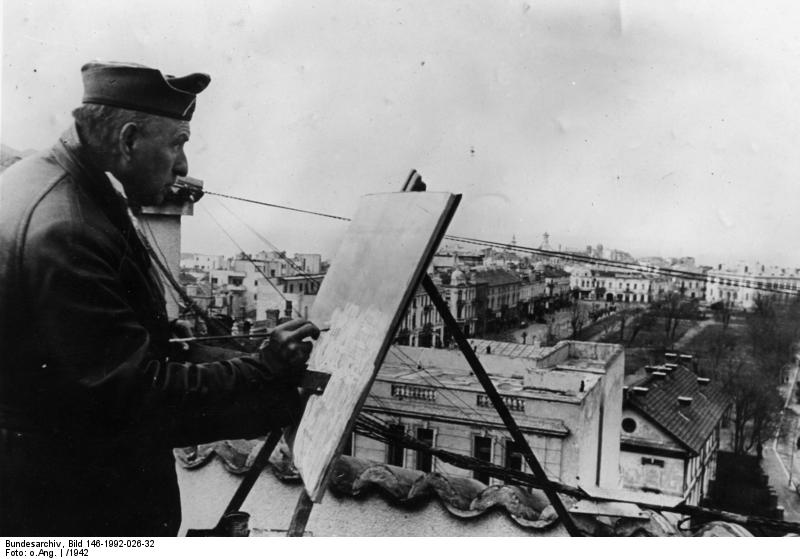
Der Deutsche Ernst Vollbehr am Schwarzen Meer (1942)

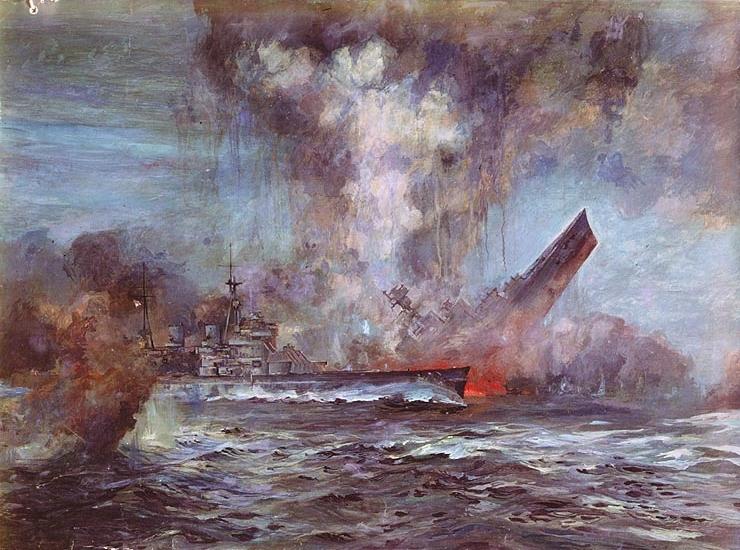
Die sinkende HMS Hood, davor die HMS Prince of Wales. Gemälde des Deutschen Julius C. Schmitz-Westerholt (1941)

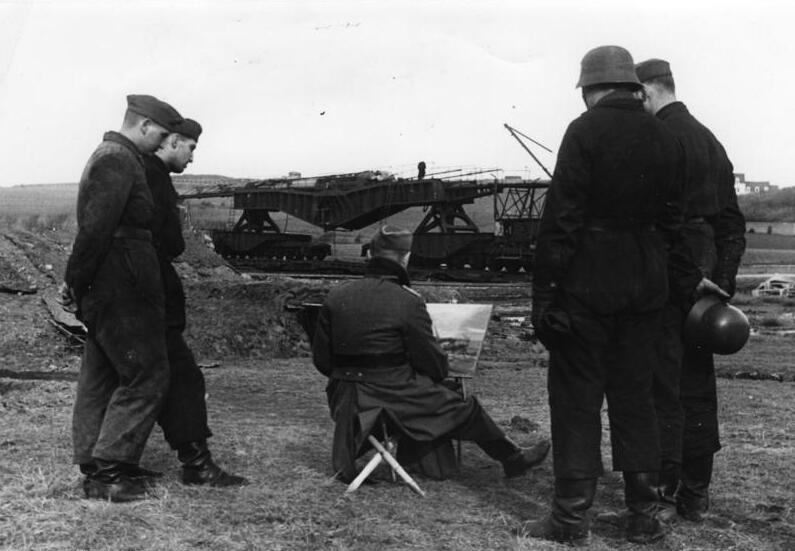
Deutscher Kriegsmaler in Frankreich vor einer K 12 (1941)

Václav Sochor: Die Batterie der Toten (HGM)

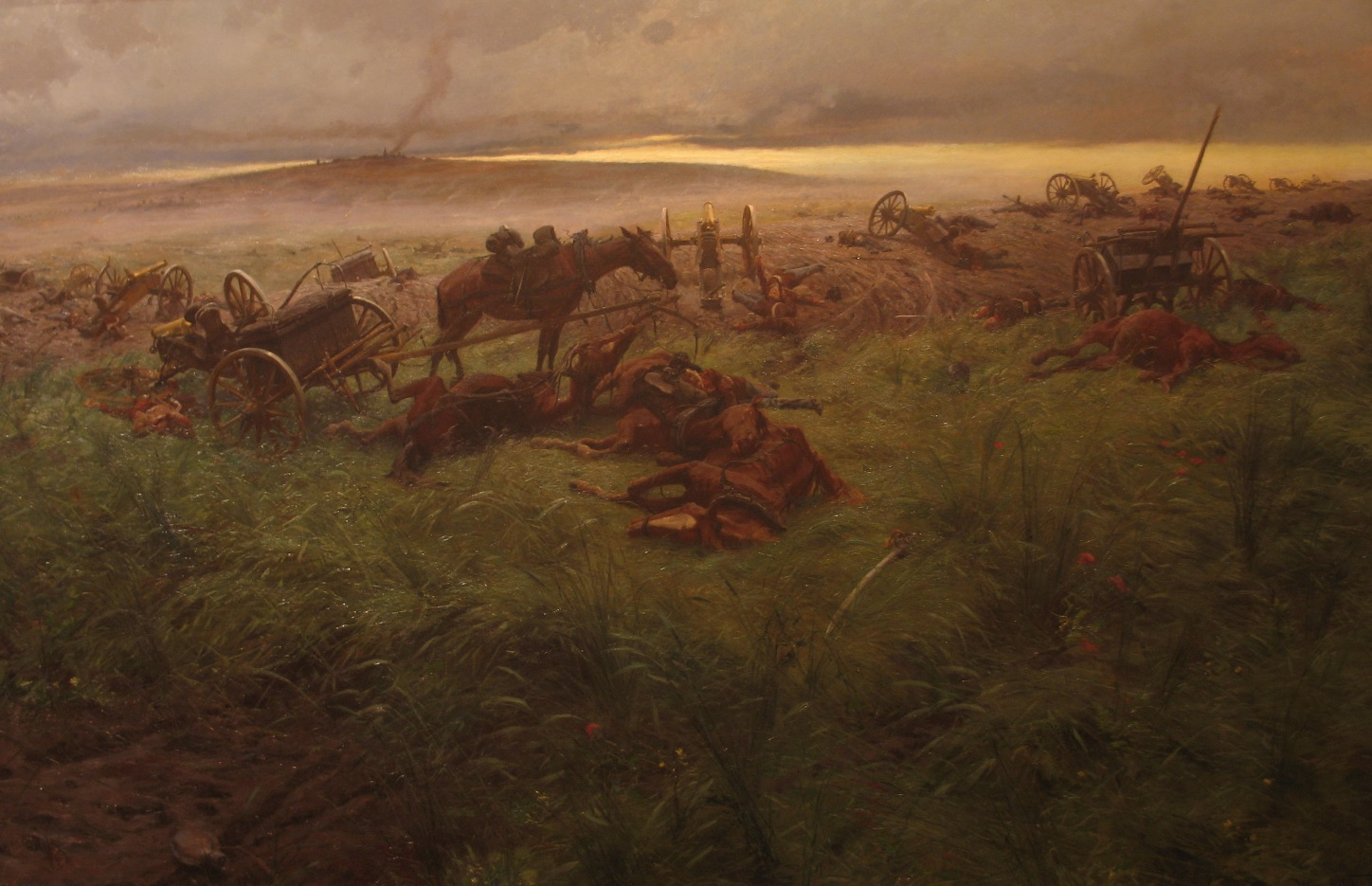
Rudolf Otto von Ottenfeld: Ein Ruhmesblatt der österreichischen Artillerie (HGM).

Kriegsmaler (teilweise auch Kriegsbildhauer) waren Künstler (Maler bzw. Bildhauer), die ohne oder mit offiziellem Auftrag an der Front Kriegshandlungen in Bildern und Zeichnungen festhielten; zum Teil entstanden solche Bilder in der Phantasie.
Die Aufgabe der beauftragten Kriegsmaler war es, den Krieg zu verherrlichen, die Soldaten ideologisch zu motivieren und die Kampfmoral zu unterstützen.

## Geschichte
Kriegsmaler gab es in zahlreichen Ländern, beispielsweise beim österreichisch-ungarischen Heer, in Spanien, in Japan, in Russland, in Großbritannien und in Deutschland (z. B. Angehörige der deutschen Propaganda-Kompanien).
Ihre Gemälde und Zeichnungen wurden während des Ersten Weltkrieges auf sogenannten Kriegsausstellungen neben Beutewaffen, Uniformen und anderen Militaria gezeigt sowie in der Heimatpresse und in den Frontzeitungen veröffentlicht. Heute sind einige Werke britischer Kriegsmaler im Imperial War Museum in London zu sehen.
Die Kriegsmaler wurden bereits im Krimkrieg (1853–1856) durch Kriegsfotografen bzw. Kriegsberichterstatter ergänzt. In der k.u.k. Armee waren in der Kunstgruppe des k.u.k. Kriegspressequartiers 346 Künstler organisiert.
Die zwischen 1914 und 1918 erschienene Zeitschrift Illustrierte Geschichte des Weltkrieges weist einen anfangs hohen, in den späteren Heften abnehmenden Anteil an Schwarzweißabbildungen von Kriegsgemälden auf. Band VIII zeigt auf Seite 17 ein Gefecht Indischer und englischer Lanzenreiter im türkischen Maschinengewehrflankenfeuer im Gaza-Gebiet, untertitelt mit den Worten: „Nach einer Originalzeichnung des bei der osmanischen Armee zugelassenen Kriegsmalers Fritz Grotemeyer“.
Die Ausstellung „Deutsche Künstler und die SS“ (1944) hob unter den ausgestellten Malern einige explizit als „Kriegsmaler“ hervor.

## Museale Rezeption
Im Wiener Heeresgeschichtlichen Museum befindet sich eine Gemäldegalerie bedeutender Schlachten- und Kriegsmaler, in der sich der Krieg in der Kunst vom Ende des 16. Jahrhunderts bis in die Gegenwart widerspiegelt. Mehrere davon sind von monumentaler Größe.

## Bekannte Kriegsmaler (Auswahl)
- Herbert Agricola (1912–1998)
- Ferdinand Andri (1871–1956)
- Henry Bacon (1839–1912)
- Alfred Basel (1876–1920)
- August Beck (1823–1872)
- Hans Bertle (1880–1943)
- Georg Bleibtreu (1828–1892)
- Theodor Breitwieser (1847–1930)
- Oskar Brüch (1869–1943)
- Wilhelm Camphausen (1818–1885)
- David Cobb (1921–2014)

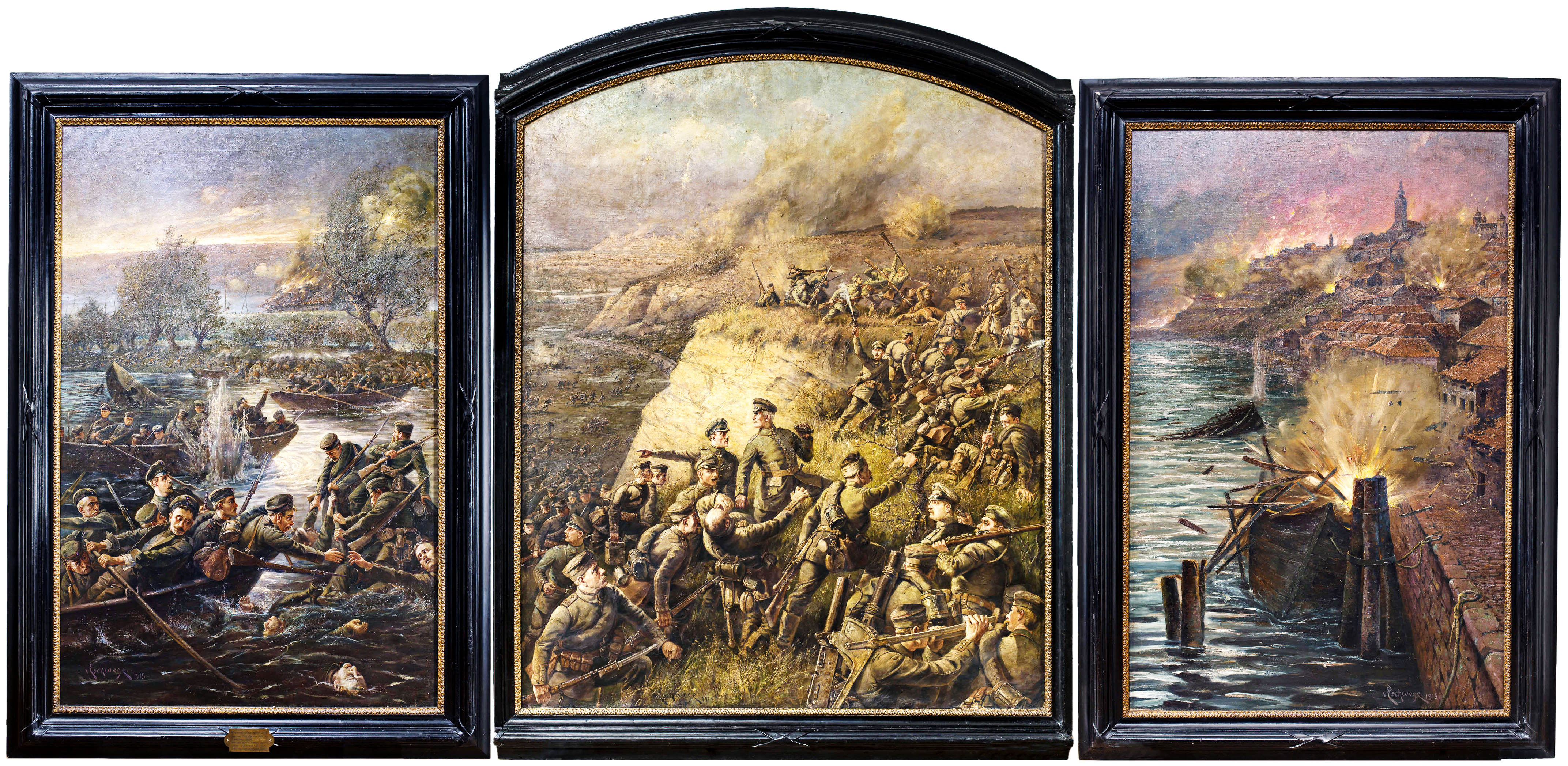
Übergang über die Save, Triptychon von Elmar von Eschwege aus dem Jahre 1915. Es stellt die Eroberung Belgrads durch das Reserve-Infanterie-Regiment Nr. 208 dar.

Übergang am Oberrhein (Gemälde von Wilhelm Sauter aus dem Jahr 1942 mit dem Breisacher Stephansmünster im Hintergrund)

- William Skeoch Cumming (1864–1929)
- Paul Dahlen (1881–1954)
- Ludwig Dettmann (1865–1944)
- Albin Egger-Lienz (1868–1926)
- Franz Eichhorst (1885–1948)
- Erwin Emerich (1876–1960)
- Otto Engelhardt-Kyffhäuser (1884–1965)
- Adolf Erbslöh (1881–1947)[3]
- Fritz Erler (1868–1940)
- Elmar von Eschwege (1856–1935)
- Amandus Faure (1874–1931)
- Otto Clemens Fikentscher (1831–1880)
- François Flameng (1856–1923)
- Poppe Folkerts (1875–1949)
- Martin Frost (1875–1928)
- Rupprecht Geiger (1908–2009)
- Alexander Demetrius Goltz (1857–1944)
- Karl Friedrich Gsur (1871–1939)
- Richard Hohly (1902–1995)
- Peter Howson (* 1958)
- Emil Hünten (1827–1902)
- Ludwig Heinrich Jungnickel (1881–1965)
- Alexander Kircher (1867–1939)
- Oskar Kokoschka (1886–1980)
- Jean-Charles Langlois (1789–1870)
- Oskar Laske (1874–1951)
- John Longstaff (1861–1941)
- Fortunino Matania (1881–1963)
- Erich Mattschaß (1866–1946)
- Milan Milovanović (1876–1946)
- Ernst Nepo (1895–1971)
- William Orpen (1878–1931)
- Rudolf Otto von Ottenfeld (1856–1913)
- Alexander Pock (1871–1950)
- Ludwig Putz (1866–1947)
- Carl Rechlin (1802–1875)
- Wilhelm Richter (1824–1892)
- Francesco Rizzi (1868–1952)
- William Roberts (1895–1980)
- Theodor Rocholl (1854–1933)
- Gustaf Romin (1863–1936)
- Richard Schreiber (1904–1963)
- Nikolaj Semjonowitsch Samokisch (1860–1944)
- Wilhelm Sauter (1896–1948)
- Václav Sochor (1855–1935)
- Matej Sternen (1870–1949)
- Hermann Torggler (1878–1939)
- Hugo Ungewitter (1869–ca. 1944)
- Ernst Vollbehr (1876–1960)
- Wassili Wassiljewitsch Wereschtschagin (1842–1904)
- Richard Caton Woodville d. J. (1856–1927)
- Alois Wünsche-Mitterecker (1903–1975)
- Rudolf Yelin der Jüngere (1902–1991)
- Ernst Zimmer (1864–1924)